# 山本満太
山本 満太（やまもと まんた、1962年7月7日 - ）は、日本の声優、俳優。東京都出身。アクセント所属。
劇団ショーマの創立メンバー。

## 出演
太字はメインキャラクター。

### テレビアニメ
1998年
- こちら葛飾区亀有公園前派出所（美茄子刑事）

2002年
- 満月をさがして（田所）

2003年
- TEXHNOLYZE（男B）

2007年
- ミヨリの森（男1）

2016年
- バトルスピリッツ ダブルドライブ（店の主人、店主A）

2017年
- ベルセルク（モーガン）

2019年
- エガオノダイカ（元老院B）
- どろろ（家臣A、村人A、村人）
- サザエさん（2019年 - 2020年）

2020年
- キングダム（2020年 - 2022年、澤圭、斉の臣B、じい、秦の臣A、魏軍兵D 他） - 2シリーズ
- LISTENERS リスナーズ（老人A）

2021年
- オッドタクシー（療法士）

2022年
- ハコヅメ〜交番女子の逆襲〜（老人）

2023年
- 天国大魔境（病院のボランティア）
- おじゃる丸（通行人、板前、フリーマーケットの人達）

2024年
- 俺だけレベルアップな件（2024年 - 2025年、真島伸晴） - 2シリーズ
- 外科医エリーゼ（ゴート子爵）
- 烏は主を選ばない（和満）

### 劇場アニメ
- GODZILLA 決戦機動増殖都市（2018年、フツア長老）
- 映画 オッドタクシー イン・ザ・ウッズ（2022年）

### Webアニメ
- LUPIN ZERO（2023年、幹事長）

### ゲーム
- ロマンシング サガ -ミンストレルソング-（2005年、テオドール）
- こちら葛飾区亀有公園前派出所 勝てば天国!負ければ地獄! 両津流 一攫千金大作戦!（2010年、美茄子刑事）
- メトロイド アザーエム（2010年、モーリス・ファンボロー）
- The Elder Scrolls V: Skyrim（2011年）
- 機動戦士ガンダム U.C. ENGAGE（2024年、マシアス・テスタ）

### ドラマCD
- BE×BOY CD COLLECTION 疵 スキャンダル（2002年、医師）

### 吹き替え

#### 映画（吹き替え）
2016年
- スポットライト 世紀のスクープ（ピート・コンリー〈ポール・ギルフォイル〉）
- ビバリーヒルズ・コップ ※Netflix版

2017年
- エル・カミーノ・クリスマス（ヴィセンテ・クルス〈エミリオ・リヴェラ〉）
- ゴジラvsコング（学者1）
- スパイダーマン:ホームカミング（フィニアス・メイソン / ティンカラー〈マイケル・チャーナス〉）
- ストリートギャング セサミストリートにたどり着くまで（フランク・ビオンド）
- ジョーン・ディディオン: ザ・センター・ウィル・ノット・ホールド（ジム・モリソン）
- 女王陛下のお気に入り（廷臣）
- 54 フィフティ★フォー（ハーラン・オシア〈スキップ・サダス〉）※Netflix版

2018年
- アウトロー・キング スコットランドの英雄
- アルカトラズからの脱出（ウルフ〈ブルース・M・フィッシャー〉）※VOD版
- アポストル 復讐の掟
- 移動都市/モータル・エンジン（ブルガー〈ジョエル・トベック〉）
- 意表をつくアホらしい作戦（ヘンリー・ケニー）
- 軽い男じゃないのよ（マチュー）
- クリスマス・カレンダー（サンタ・ボブ）
- コカインを探せ!
- ザ・アウトロー（エンソン・ルヴォー〈カーティス・“50セント”・ジャクソン〉）
- トールガール（オサリバン校長）
- 聖杯たちの騎士（ハーブ〈マイケル・ウィンコット〉）
- レイチェル: 黒人と名乗った女性

2019年
- アフター
- ウィンストン・チャーチル/ヒトラーから世界を救った男（ダドリー・パウンド、キングズリー・ウッド）
- ダンボ（運転手）
- ペンタゴン・ペーパーズ/最高機密文書（アーサー・パーソンズ〈ブラッドリー・ウィットフォード〉）
- マーダー・ミステリー（ジミー〈エリック・グリフィン〉）
- マレフィセント2（農民2）
- マリッジ・ストーリー（調停者〈ロバート・スミゲル〉）

2020年
- アフター -壊れる絆-（運転手男）
- 暗数殺人（刑事課長〈チョン・ジョンジュン〉）
- タイラー・レイク -命の奪還-
- ヒュービーのハロウィーン（デイヴ神父〈マイケル・チクリス〉）
- マッド・ハイジ（クノール司令官〈マックス・ルドリンガー〉）
- ミッドサマー（オッド）

2021年
- マペットのホーンテッドマンション（カール）
- クワイエット・プレイス 破られた沈黙（ロジャー〈ウェイン・デュヴァル〉）

2022年
- オン・ザ・カム・アップ
- キングメーカー 大統領を作った男（キム・ヨンホ〈ユ・ジェミョン〉）
- でっかくなっちゃった赤い子犬 僕はクリフォード（アロンソ〈ポール・ロドリゲス〉）
- バイオハザード: ウェルカム・トゥ・ラクーンシティ
- 彼女のかけら（マーティン〈テリー・オクィン〉）
- スクール・フォー・グッド・アンド・イービル
- ザ・リクルート（ラリー）
- クロティルダの子孫たち －最後の奴隷船を探して－（ダロン）

2023年
- ザ・コントラクター（ヴァージル〈エディ・マーサン〉）
- ハンサン -龍の出現-（ウォン・ギュン〈ソン・ヒョンジュ〉）
- ペーパー・タイガース（ヒング〈ロン・ユアン〉）
- トゥルー・スピリット
- バード・ボックス: バルセロナ
- パラダイス -人生の値段-
- ビーニー・バブル
- カールの絵画教室（トニー〈スティーヴン・ルート〉）

2024年
- アンフロステッド: ポップタルトをめぐる物語
- ビバリーヒルズ・コップ: アクセル・フォーリー（チャリーノ・ヴァルデモロ〈ルイス・ガスマン〉）
- ザ・ユニオン
- プラットフォーム2（ザミアティン〈ホヴィク・ケウチケリアン〉）
- ロンリー・プラネット
- ザ・カムバック: 2004 ボストン・レッドソックス（テリー・フランコーナ）
- 自由を愛した男
- フェラーリ

2025年
- エレクトリック・ステイト（テッド〈ジェイソン・アレクサンダー〉）
- スンブ: 二人の棋士（ユン会長）

#### ドラマ
2016年
- グッド・ワイフ
- グッド・ファイト（ヘンリー・リンデル〈ポール・ギルフォイル〉）

2018年
- リーサル・ウェポン シーズン2 ※異なる役でレギュラー
- マインドハンター #6（弁護士2）、#9（ボイレン）

2019年
- ヘチ 王座への道（チャンダル〈チョン・ペス〉）
- マインドハンター シーズン2 #6,9（ストレイトン）、#8（ストークス）

2021年
- イカゲーム
- カントリー・コンフォート～家族の歌～ #3（アルバート〈ブレット・ライス〉）
- シカゴ・ファイア（ランディ・“マウチ”・マクホランド〈クリスチャン・ストールティ〉）
- セックス/ライフ

2022年
- アウターバンクス
- 再婚ゲーム（ヨンファン会長）
- シカゴ P.D.（ランディ・“マウチ”・マクホランド〈クリスチャン・ストールティ〉）
- NCIS: ハワイ（アーニー・マリク〈ジェイソン・アントゥーン〉）
- サンドマン
- See 〜暗闇の世界〜（トルマーダ）
- ザ・ステアケース -偽りだらけの真実- #2,3
- ヤドリギ農場のメリークリスマス（グランピー）
- ウェンズデー（ファビアン）
- ウ・ヨンウ弁護士は天才肌
- プリティ・リトル・ライアーズ ORIGINAL SIN
- わたしとバンと3人のパパ #1（ビル管理人）
- ナショナルトレジャー 一族の謎（スタン）

2023年
- シカゴ・メッド（ランディ・“マウチ”・マクホランド〈クリスチャン・ストールティ〉）
- その恋、断固お断りします（ヨ・ジェグク）
- ハロー、トゥモロー!
- SPY CITY ～ベルリン 1961～（ヴァシリー・ルブコフ）
- レジデント・エイリアン 〜宇宙からの訪問者〜（ダン・トゥエルブツリーズ〈ゲイリー・ファーマー〉）
- ゴールデンスプーン（ナ会長）
- クイーン・シャーロット -ブリジャートン家外伝-
- セックス/ライフ シーズン2（デヴィット）
- ザ・ルーキー 40歳の新米ポリス!? シーズン４
- D.P. -脱走兵追跡官- シーズン2（ジュンホ父）
- グッド・オーメンズ シーズン2（ジョシュ）
- マスクガール（売人、イェチュン父）
- キャット 〜私のママは首相〜（カール〈マイケル・ベックリー〉）
- アッシャー家の崩壊（ウィリアム・ロングフェロー）
- アップロード 〜デジタルなあの世へようこそ〜 シーズン3
- Your Honor/追い詰められた判事 シーズン2（キューザック）
- 窓際のスパイ シーズン3

2024年
- HAWAII FIVE-0 シーズン9 #13（ジュニアの父）
- インド警察: テロとの闘い
- マンハント 〜リンカーン暗殺犯を追え〜（ベイカー〈パットン・オズワルト〉）
- ベルグレービア 新たなる秘密（ネザーベリー卿）
- フロム -閉ざされた街-（デイル）
- 全部ゲームのせい（フィーバー）
- 山賊のむすめローニャ（ユーティス）
- トレマーでの最後の夜に（ペイオ）
- スター・ウォーズ:スケルトン・クルー
- イーヴィル: 超常現象捜査ファイル シーズン3（フランク・イグナティウス神父〈ウォレス・ショーン〉）

2025年
- ザ・リクルート シーズン2
- ボンズマン: 悪霊ハンター
- キャシアン・アンドー シーズン2

#### アニメ
- アダムス・ファミリー
- ウルフ・キング
- ザ・シンプソンズ（コミック・ブック・ガイ〈2代目〉、モグラ男〈2代目〉、ラーゴ〈3代目〉、ハイマン・クラフトスキー〈2代目〉、マーヴィン・モンロー〈2代目〉 他）
- あの夏のルカ（怒る漁師[20]）
- カーズ/クロスロード（ジェフ・ゴルベット）
- ストレンジ・ワールド/もうひとつの世界[21]
- パウ・パトロール ザ・ムービー[22]
- ライオン・キング:ムファサ[23]
- モーグリ: ジャングルの伝説（ヴィハーン）

#### ボイスオーバー
- コールドケース ジョンベネ・ラムジーちゃんを殺したのは誰だ
- オクラホマシティ連邦政府ビル爆破事件: 事件はこうして起きた（ダニー・コールソン）

### デジタルコミック
- 死んだら悪役令息で幻のΩなんて冗談じゃない!（2023年、皇帝、老医師[24]）

### テレビドラマ
- 代表取締役刑事 第28話「愛情物語」（1991年、テレビ朝日）
- 世にも奇妙な物語 第3シリーズ「マジシャンのポケット」（1992年、フジテレビ）
- 火曜サスペンス劇場「故郷」（1997年、日本テレビ）
- 二丁目のホームズ（2013年、フジテレビ） - ナレーター

### 映画
- 不可思議物語8 猫はよく朝方帰ってくる（1988年）
- 輪廻（2006年） - 声の出演
- 緑子 MIDORI-KO（2011年） - 声の出演

### オリジナルビデオ
- 獣神伝説（1987年）

### ラジオCM
- NTTドコモ 汗と青春のドコモナインシリーズ「らくらくホン」篇（コーチ役）

### シリーズ一覧
1. ↑  第3シリーズ（2020年 - 2021年）、第4シリーズ（2022年）
2. ↑  Season 1（2024年）、Season 2 -Arise from the Shadow-（2025年）